# Blechroneromia mianta
Blechroneromia mianta là một loài bướm đêm trong họ Geometridae.